# Château de Ceint-d'Eau
 (mars 2022).
Si vous disposez d'ouvrages ou d'articles de référence ou si vous connaissez des sites web de qualité traitant du thème abordé ici, merci de compléter l'article en donnant les références utiles à sa vérifiabilité et en les liant à la section « Notes et références ».
Le château de Ceint-D'eau (autrefois Saint-Dau) est un château situé à Figeac, en France.

## Description
Le château est construit au XVIe siècle, à sa création, on l'orthographie Saint-Dau[réf. nécessaire]. Petit château rural, il devient progressivement une résidence d'agrément, dont on cherche toujours à renforcer le confort. Entre le XVIIIe et le début du XXe siècle, le château fait l'objet d'importantes campagnes de travaux pour le rendre plus agréable pour les familles bourgeoises. 
Le château est inscrit au titre des Monuments historiques depuis 1925.
En novembre 2021, après plusieurs années de restauration, le château est entièrement restauré pour environ 6 millions d'euros. Des visites guidées ont parfois lieu dans l'édifice.  

## Localisation
Le château est situé sur la commune de Figeac, dans le département français du Lot.

## Construction
L'édifice se compose de trois tours du XVIe siècle, d'un corps de logis du XVIIIe siècle, et d'adjonctions du XXe siècle rappelant la Renaissance Italienne.

## Propriétaire
Il est racheté par Jean Wagner (Luxembourg) en 2018.